# Parona
För andra betydelser, se Parona (olika betydelser).
Parona är en ort och kommun i provinsen Pavia i regionen Lombardiet i Italien. Kommunen hade 1 905 invånare (2018).